# Yamada Ginzō
Yamada Ginzō (japanisch 山田 銀蔵; * 8. Juli 1915 in Ōwani; † 25. Dezember 1978) war ein japanischer Skilangläufer.
Yamada wurde im Jahr 1934 japanischer Meister über 18 km und mit der Staffel des Aomori Teams. Bei seiner einzigen Teilnahme an Olympischen Winterspielen im Februar 1936 in Garmisch-Partenkirchen belegte er den 56. Platz über 18 km und den 12. Rang zusammen mit Sekido Tsutomu, seinen Bruder Yamada Shinzō und Tadano Hiroshi in der Staffel.